# Стратонавт

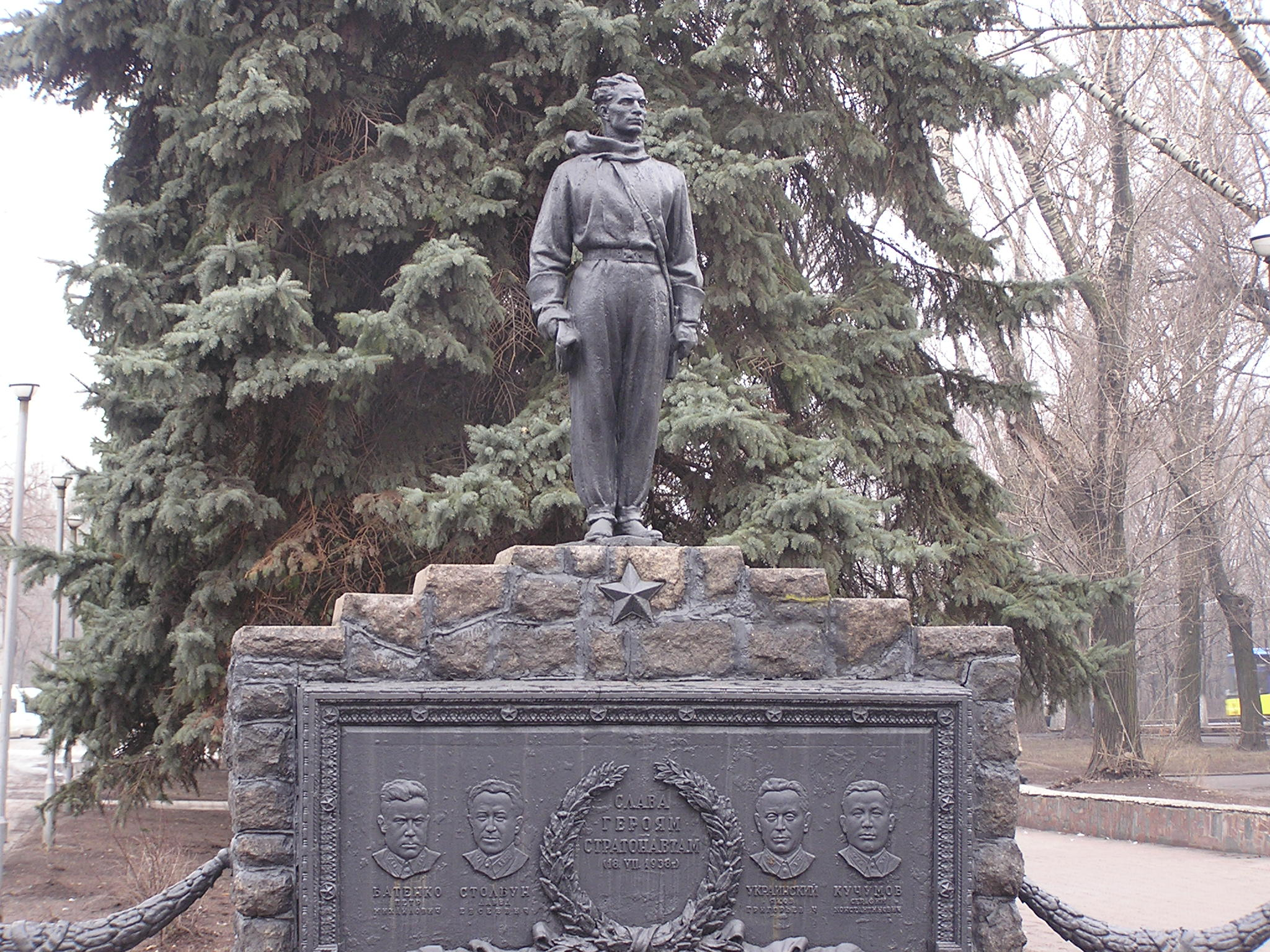
Пам'ятник стратонавтам на місці загибелі у м. Донецьку

Стратонавт — людина, яка зробила політ в стратосферу на стратостаті.

## Історія підкорення стратосфери
27 травня 1931 Огюст Пікар і Пауль Кіпфер зробили перший в історії політ на стратостаті, досягши висоти 15,785 км.

## Список стратонавтів
- Євгеній Андрєєв (1926—2000)
- Петро Батенко (1913—1938)
- Ернст Бирнбаум (1894—1965)
- Петро Боргів (1920—1962)
- Андрій  Васенко (1899—1934)
- Костянтин Годунов (1892—1965)
- Пауль Кіпфер
- Серафим Кучумів (1910—1938)
- Огюст Пікар (1884—1962)
- Георгій Прокоф'єв (1902—1939)
- Давид Столбун (1904—1938)
- Павло Федосеєнко (1898—1934)
- Яків Український (1903—1938)
- Ілля Усискін (1910—1934)
- Фелікс Баумгартнер (1969-)